# William Newell
William Newell, né à Millville (New Jersey), le 6 janvier 1894, et mort à Los Angeles, le 21 février 1967 , est un acteur américain.
Il a joué dans des centaines de films.

## Filmographie partielle
- 1933 : Mademoiselle Volcan de Victor Fleming
- 1935 : La Dame en rouge de Robert Florey
- 1936 : A Man Betrayed de John H. Auer
- 1936 : The Mandarin Mystery de Ralph Staub
- 1936 : The Voice of Bugle Ann de Richard Thorpe
- 1936 : The Big Show de Mack V. Wright
- 1937 : Place aux jeunes de Leo McCarey
- 1937 : Rhythm in the Clouds de John H. Auer
- 1942 : La Flamme sacrée de George Cukor
- 1942 : Ce que femme veut d'Archie Mayo
- 1943 : Dangerous Blondes de Leigh Jason
- 1947 : La Brune de mes rêves d'Elliott Nugent
- 1951 : Eve paie sa dette de Douglas Sirk
- 1952 : Le train sifflera trois fois (High Noon) de Fred Zinnemann
- 1960 : Pollyanna de David Swift
- 1964 : Papa play-boy de Jack Arnold